# Anacardsäuren

Allgemeine Struktur der Anacardsäuren. R ist eine unverzweigte Kohlenstoffkette mit 15 Kohlenstoffatomen und einer variablen Anzahl Doppelbindungen

Die Anacardsäuren sind eine Gruppe strukturell verwandter aromatischer Carbonsäuren, die natürlich insbesondere im Cashewbaum (Anacardium occidentale) vorkommen. Die Struktur leitet sich von der Salicylsäure ab und weist als zusätzlichen Substituenten eine Kette mit 15 Kohlenstoffatomen auf, die null, eine oder mehrere Doppelbindungen aufweist. Der Name Anacardsäuren wird teilweise auch für analoge Verbindungen mit anderen Längen der Seitenkette verwandt.

## Geschichte
Mit Naturstoffen aus dem Cashewbaum beschäftigten sich Wissenschaftler schon im 19. Jahrhundert. Die wichtigsten Bestandteile des Cashew-Schalenöls, darunter die Anacardsäuren, wurden um 1847 zum ersten Mal detailliert untersucht. Die Anacardsäuren wurden damals allerdings noch für eine einheitliche Verbindung mit 44 Kohlenstoffatomen gehalten, die eine fettartige Beschaffenheit aufweist und sauer reagiert. Die angenommene Verbindung wurde damals nach dem Gattungsnamen des Cashewbaums (Anacardium) benannt. Erst Ende der 1940er-Jahre entdeckten Wissenschaftler, dass es sich um ein Gemisch mehrerer verwandter Verbindungen handelt. Aus dem Jahr 1954 stammt eine vollständige Analyse der Bestandteile. Dabei wurde das Anacardsäuren-Gemisch einer fraktionierten Kristallisation unterworfen, die zwischen 0 °C und −80 °C mit den Lösungsmitteln Aceton, Methanol und Petrolether durchgeführt wurde. Die vier gefundenen Verbindungen wiesen eine identische Grundstruktur auf, Salicylsäure mit einer C15-Kette am Ring. Sie unterschieden sich dadurch, dass die Seitenkette null bis drei Doppelbindungen aufwies. Die Verbindung mit der gesättigten Seitenkette war dabei ein Minderkomponente.

## Vertreter
Die Grundstruktur der Anacardsäuren ist die Salicylsäure. Die Salicylsäure-Einheit weist jeweils in Position 6 eine C15-Kette auf. Die Verbindungen unterscheiden sich in der Zahl der Doppelbindungen in dieser Seitenkette.
| Anacardsäuren                       |                |                |                |               |
| Seitenkette (Länge:Doppelbindungen) | 15:0           | 15:1           | 15:2           | 15:3          |
| Positionen Doppelbindungen          | –              | 8'             | 8',11'         | 8',11',14'    |
| Strukturformel                      |                |                |                |               |
| CAS-Nummer                          | 16611-84-0     | 22910-60-7     | 103904-74-1    | 18654-18-7    |
| PubChem                             | 167551         | 5281858        | 11824131       | 5388781       |
| ECHA-InfoCard                       | 100.209.110    | 100.162.928    |                |               |
| Summenformel                        | C22H36O3       | C22H34O3       | C22H32O3       | C22H30O3      |
| Molare Masse                        | 348,27 g·mol−1 | 346,25 g·mol−1 | 344,26 g·mol−1 | 342,5 g·mol−1 |

## Vorkommen

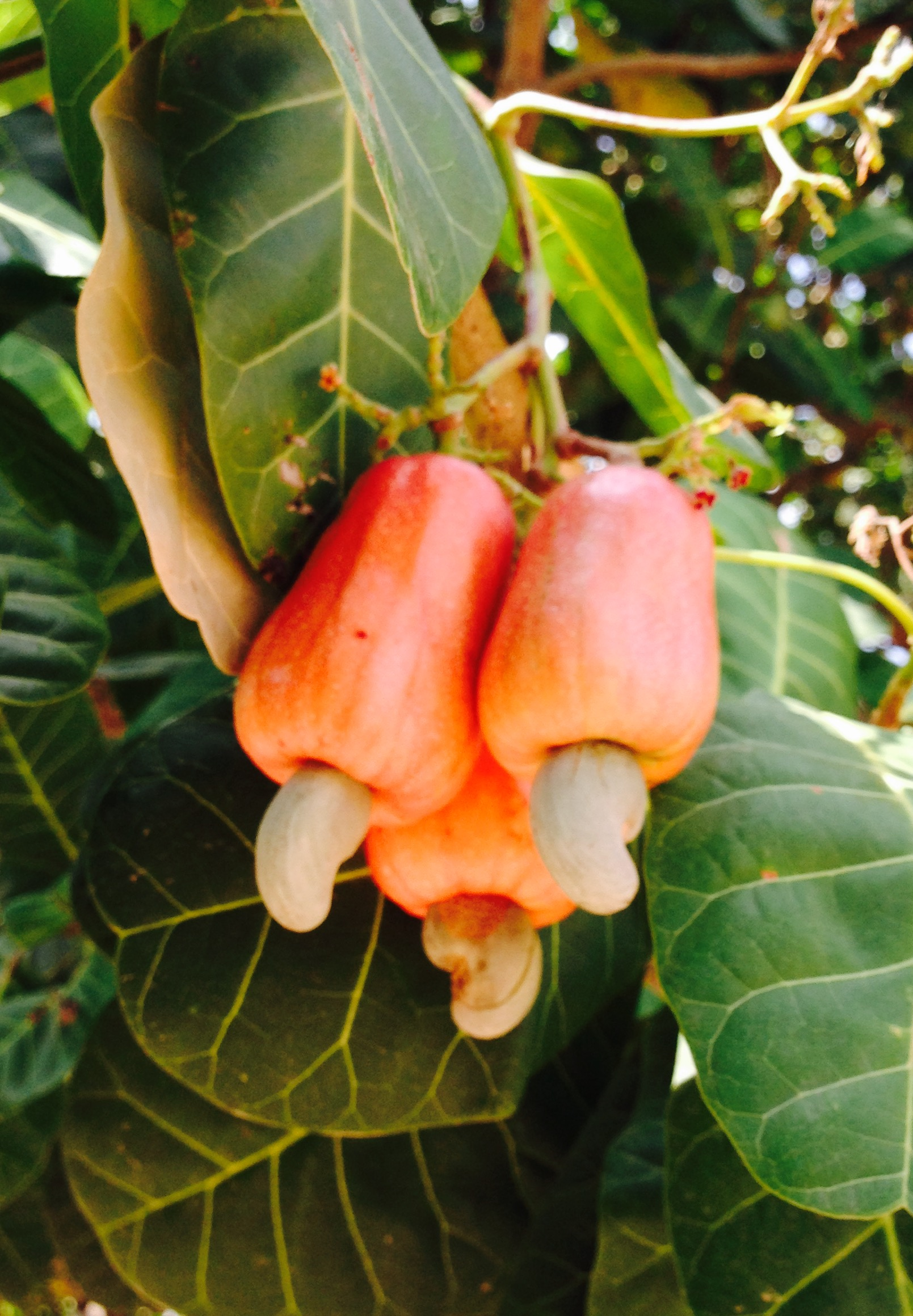
Cashew-Äpfel am Baum

Die Anacardsäuren sind die Hauptbestandteile des Cashew-Schalenöls. Eine Analyse der Mengenverhältnisse der verschiedenen Vertreter ergab 4 % der gesättigten Säure, 15 % der einfach ungesättigten, 44 % der zweifach ungesättigten und 37 % der dreifach ungesättigten. Die einfach ungesättigte Anacardsäure sowie ein Derivat mit C17-Seitenkette kommen außerdem in Pistazienschalen vor. In der Gartengeranie (Pelargonium hortorum, Gattung Pelargonium) kommen verwandte Verbindungen vor, deren Seitenkette 22 oder 24 Kohlenstoffatome aufweist.

## Eigenschaften
Die Anacardsäuren weisen eine starke antibakterielle Wirkung gegen Staphylococcus aureus, Bacillus subtilis und weitere Arten auf. Die Wirkung ist aber im Wesentlichen auf grampositive Bakterien beschränkt. Durch Heißextraktion von Cashew-Schalenöl werden Anacardsäuren decarboxyliert, wodurch Cardanole entstehen, die ein wichtiger technischer Rohstoff für die Polymerherstellung sind.